# ムツゴロウとゆかいな仲間たち
『ムツゴロウとゆかいな仲間たち』（ムツゴロウとゆかいななかまたち）は、1980年12月29日から2001年3月18日までフジテレビ系列局で特別番組として放送されたフジテレビ製作のドキュメンタリー番組・教養番組である。

## 概要
ムツゴロウこと畑正憲をメインに据えた特番で、毎回世界各国の動物たちと自然を紹介していた。オープニングでは、北海道厚岸郡浜中町にあるムツゴロウ動物王国の姿を映していた。
放送終了から11年後の2012年4月22日からは、この特番の過去の映像と新作映像を交えて放送する新番組『ムツゴロウのゆかいな動物図鑑』（ムツゴロウのゆかいなどうぶつずかん）がBSフジでスタートした。それを記念して、同年4月8日と4月15日には同局でシリーズ中2作品の再放送が行われた。
それから11年弱後の2023年4月5日に畑正憲は逝去、追悼特番としてこの番組を再編集した『ありがとう!ムツゴロウさん』が同年4月8日19:00 - 21:00（JST。ただし一部地域は20:54で飛び降り）で放送された。

## 出演者
- 畑正憲
- 山本圭 - ナレーターを担当。

## 楽曲
主題歌
- ムツゴロウとゆかいな仲間たちのテーマ - 姫神

挿入歌
|     | タイトル                     | 歌手       | 作詞   | 作曲               | 編曲         | ※  |
| --- | ---------------------------- | ---------- | ------ | ------------------ | ------------ | -- |
| 1.  | いつもしあわせ(まあるい世界) | はたあすみ | 畑正憲 | 南こうせつ         | 石川鷹彦     | A1 |
| 2.  | 六ぴき 八ひき                | はたあすみ | 畑正憲 | 松任谷正隆         | 松任谷正隆   | A2 |
| 3.  | 十五匹の友だち               | はたあすみ | 畑正憲 | 岩久茂             | 高橋博之     | A3 |
| 4.  | 日だまりの丘                 | はたあすみ | 畑正憲 | 松任谷正隆         | 西崎進       | B1 |
| 5.  | マイ・フレンド               | はたあすみ | 畑正憲 | 南こうせつ         | 石川鷹彦     | B5 |
| 6.  | 素顔のあなたが好き           | ロブバード | 畑正憲 | 南こうせつ         | 石川鷹彦     | A4 |
| 7.  | 北恋歌                       | 田口清     | 畑正憲 | 南こうせつ         | 石川鷹彦     | B2 |
| 8.  | こんにちはさようなら         | 浜月あきら | 畑正憲 | 岩久茂             | 高橋博之     | B3 |
| 9.  | あらいぐまジュンとメイ       | -          | -      | 小松原まさし       | 小松原まさし | A5 |
| 10. | LA FRANCE DE MON ENFANCE     | -          | -      | エンリコ・マシアス | -            | B4 |

※ 後述のLPの収録曲順（2.はJASRACでは「六ぴき八ぴき」）
LPレコード
- 「ムツゴロウとゆかいな仲間たち 日だまりの丘」 - キャニオン・レコード C25G0191（1983年）

## 関連メディア

### 写真集
- ムツゴロウとゆかいな仲間たちシリーズ 畑正憲 珠玉の写真集 1 - 10（朝日出版社）

### ビデオ
- ムツゴロウとゆかいな仲間たち 動物王国大全集 1 - 4（フジテレビ、VHSビデオ・DVD）

## パロディ
- 『とんねるずのみなさんのおかげです』（第2シーズン）-「ノリゴロウと愉快な仲間たち」というパロディコーナーが放送され、木梨憲武が「畑ノリゴロウ」の名で畑の物真似をしながら出演。ナレーションも本家の山本が担当し、終盤には畑本人もゲスト出演した。
- 『ダウンタウンのごっつええ感じ』-「ゆかいなムツジロウ王国」というコントの中で、松本人志がリポーターを務める、動物紹介番組に出演したという設定で、蔵野孝洋（現：ほんこん）扮する「ムツジロウ」が登場。「懐き易い・楽しい」と豪語するムツジロウ王国の動物たちを紹介するが、他の番組レギュラー全員が扮する動物たちは皆ムツジロウに襲い掛かかった。
- 『SMAP×SMAP』 -「イナゴロウさん」
- 『ワンナイR&R』-「ムチャゴロウと不愉快な仲間たち」
- 『ピカルの定理』-「テブラーシカ」
- PlayStation用のゲームソフト『moon』(後に

Nintendo Switchにも移植)の中で、主人公の少年が、おばあちゃんの家のテレビを調べると「ムツジローとゆかいな仲間たち」と言う番組が始まる。